# A Master Builder
A Master Builder je americký hraný film z roku 2013. Jeho režisérem byl Jonathan Demme. Scénář filmu napsal Wallace Shawn podle hry Stavitel Solness (1893) norského dramatika Henrika Ibsena. Snímek měl premiéru 11. listopadu roku 2013 na Filmovém festivalu v Římě. Zde byl uveden pod názvem Fear of Falling. V USA byl uveden v červnu následujícího roku. Ve filmu hráli Wallace Shawn, Julie Hagerty, Larry Pine a další.